# An Angel
An Angel è un singolo del gruppo musicale euro-irlandese-statunitense The Kelly Family, pubblicato il 28 giugno 1994 come primo estratto dall'ottavo album in studio Over the Hump.

## Successo commerciale
Il singolo ottenne successo a livello europeo.